# 芝川第一調節池
芝川第一調節池（しばかわだいいちちょうせつち）は、埼玉県さいたま市緑区下山口新田、蓮見新田、川口市差間、行衛で建設中の調節池である。芝川の洪水抑制を目的としている。

## 概要
芝川を挟み、右岸の蓮見新田地区と、左岸の下山口新田、差間地区の2つのエリアに巨大な調節池を造っている。池の面積は両岸あわせて92.3ヘクタール、最大貯水量は東京ドームの約4倍となる550万立方メートルを予定している。

## 歴史
埼玉県南部河川改修事務所が旧浦和市時代の1979年に着工し、当初は「着工から30年後を目途に完成」を予定していたが、2010年度（平成22年度）に左岸側の調節池が完成・供用を開始した。右岸側の調節池の掘削工事は「2017年度を目標に完成」を目指して進んでいたが、2020年現在も工事が続けられている。芝川の改修計画の一環として行っており、周辺に七つの調節池を建設し、洪水を抑制する方針である。1984年（昭和59年）に大宮第二公園内に芝川第七調節池（面積15.2ha）が竣工している。

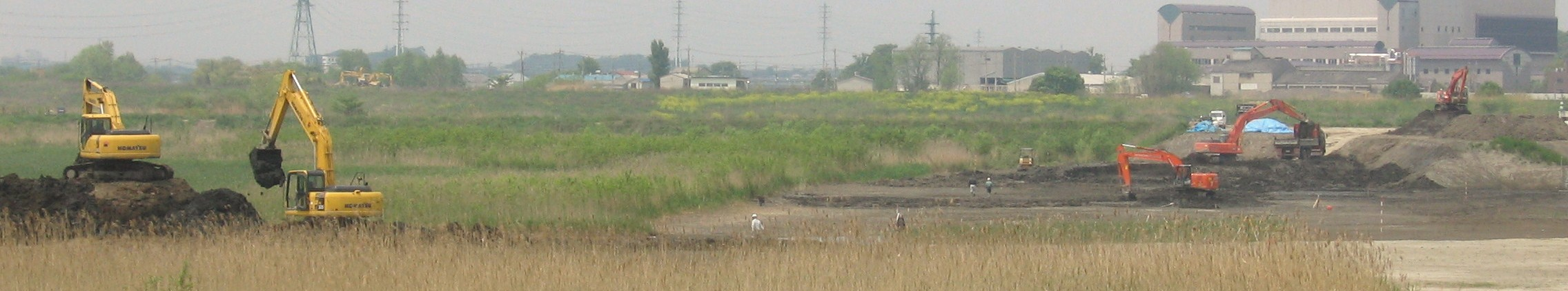
芝川第一調節池の開発 （2008年）

## 設備
左岸側の調節池は2010年度（平成22年度）に完成し、洪水調節容量200万立方メートルを有している。既に供用を開始し、2013年（平成25年）10月の台風26号では、芝川の洪水調節に大きな効果を発揮した。左岸調節池の南側の堤防沿いに後谷ツ排水路が流れるが、もともと調節地の予定地を流れていたため、迂回する形で水路が付け替えられた。東日本台風（令和元年台風19号）においても洪水を貯留し、下流域への浸水を防いだ。